# Bénédict Pierre Georges Hochreutiner
Bénédict Pierre Georges Hochreutiner, född den 3 mars 1873 i Sankt Gallen, död den 5 februari 1959 i Genève, var en schweizisk botaniker och växttaxonom.
1896 var han assistent till John Isaac Briquet vid den botaniska trädgården i Genève. 1901 gjorde han en vetenskaplig resa till Algeriet, mellan 1903 och 1905 var han vid den botaniska trädgården i dåvarande Buitenzorg, Nederländska Ostindien för att 1906 återvända till den botaniska trädgården i Genève som kurator och från 1931 dess direktör. 
Släktet Hochreutinera är uppkallat efter honom liksom taxon med epitetet hochreutineri.
Auktorsnamnet Hochr. kan användas för Bénédict Pierre Georges Hochreutiner i samband med ett vetenskapligt namn inom botaniken; se Wikipediaartiklar som länkar till auktorsnamnet.